# Агасикл
Агасикл (др.-греч. Ἀγασικλῆς) — правивший в VI веке до н. э. царь Спарты из династии Еврипонтидов.

## Биография
Согласно Павсанию, Агасикл был сыном царя Архидама I. Однако, если исходить из генеалогии Геродота, изложенной при перечислении предков царя Леотихида — одного из навархов объединённого греческого флота в битве при Микале, то отцом Агасикла мог быть Гиппократид. Впрочем, по мнению ряда современных историков (например, Пола Картледжа), речь здесь идёт о нецарствовавших особах из рода Еврипонтидов.
Агасикл жил и правил уже после окончания Второй Мессенской войны. По утверждению Павсания, во время правления Агасикла, равно как при его отце, спартанцы не вели никаких войн, поэтому им было суждено «провести всю жизнь в спокойствии».
По всей видимости, Агасикл был соправителем Леонта — представителя другого царского рода — Агидов. Однако в таком случае, по свидетельству того же Павсания, равно как Геродота, спартанцы в тот период потерпели немало поражений во время боевых действий против города Тегеи, расположенного на юго-востоке Аркадии, хотя и «побеждали во всех других войнах».